# ビクトル・ラグアルディア
ビクトル・ラグアルディア・シスネロス（Víctor Laguardia Cisneros  ,  1989年11月5日 - ）は、スペイン・アラゴン州サラゴサ県サラゴサ出身の元プロサッカー選手。現役時代のポジションはDF。

## 来歴
カンテラ時代を地元のレアル・サラゴサで過ごし、2008年にBチームでプロデビュー。2009-10シーズンにトップチームに昇格し、2009年8月29日のCDテネリフェ戦で、ラ・リーガ初出場。
2011-12シーズンから2シーズンは、UDラス・パルマス、ADアルコルコンといったセグンダ・ディビシオンのチームに、ローン移籍でプレー。
2014年7月11日、デポルティーボ・アラベスと契約。2015-16シーズン、アラベスはセグンダ・ディビシオンで優勝し、2005-06シーズン以来のラ・リーガに復帰。2016年10月1日のセビージャFC戦で、リーガ初ゴールを記録。以降もアラベスの最終ラインを支え、更に2018-19シーズンは、リーガ上位躍進の原動力となり、2018年12月27日には、2022年までの契約に合意した。2021-22シーズン終了後、高額な年俸とコロナ禍によるクラブの収入源が重なり、契約延長が叶わずに一度はクラブを退団した。しかし、シーズン開幕から3ヶ月が経過した10月に無事に1年での再契約を果たした。
2023年7月15日、自身のSNS上にて、33歳ながら現役引退を発表した。